# Jüdische Gemeinde Acholshausen
Eine Jüdische Gemeinde in Acholshausen, einem Gemeindeteil von Gaukönigshofen im Landkreis Würzburg in Bayern, bestand bereits im 16. Jahrhundert.

## Geschichte
In den Jahren 1580 und 1589 werden erstmals Juden in Acholshausen genannt. In der Matrikelliste von 1817 werden die folgenden neun jüdischen Familienvorstände mit ihrem Erwerbszweig aufgeführt: Wolf Jakob Straus (Handelschaft), Kalman Hirsch (Schmuserei), Faust Levi Blumm (Schmuserei), Hirsch Kalmus Weil, Herz Simon Bach (Handelschaft und Schmuserei), Moses Samuel Reis (Handelschaft und Schmuserei), Jakob Wolf Wolfsheimer (Handelschaft und Schmuserei), Samuel Bach, Witwe von Abraham Hirsch Hofmann (lebt von Nähen und Stricken).  
Die jüdische Gemeinde besaß eine Religionsschule und ein rituelles Bad (Mikwe). Sie bestattete ihre Toten auf dem jüdischen Friedhof in Allersheim. Seit Ende des 19. Jahrhunderts war gemeinsam mit der jüdischen Gemeinde Gaukönigshofen ein Lehrer angestellt, der auch als Vorbeter und Schochet tätig war. Die jüdische Gemeinde Acholshausen gehörte zum Distriktsrabbinat Burgebrach.
Die jüdische Gemeinde Acholshausen bestand bis 1919, obwohl die offizielle Auflösung erst zum 1. August 1937 erfolgte. Die noch am Ort lebenden jüdischen Einwohner wurden der jüdischen Gemeinde in Gaukönigshofen zugeteilt.

## Synagoge
Die Synagoge, Obere Gasse 1, wurde um 1850 erbaut und vermutlich wurden in ihr nach 1919 kaum noch Gottesdienste abgehalten. 
Das Synagogengebäude wurde beim Novemberpogrom 1938 verwüstet. Nach einem Luftangriff 1944 brannte das Gebäude aus und die Ruine des Erdgeschosses steht noch heute. 

## Gemeindeentwicklung
| Jahr | Gemeindemitglieder                |
| ---- | --------------------------------- |
| 1814 | 57 Personen, 15,5 % der Einwohner |
| 1867 | 43 Personen, 12,1 % der Einwohner |
| 1880 | 31 Personen, 8,9 % der Einwohner  |
| 1900 | 25 Personen, 8,9 % der Einwohner  |
| 1925 | 11 Personen                       |
| 1933 | 6 Personen                        |
| 1941 | 2 Personen                        |

## Nationalsozialistische Verfolgung
Von den noch im Ort lebenden jüdischen Einwohnern verließen 1938 vier den Ort. Beim Novemberpogrom 1938 wurde der letzte jüdische Bürger Moritz Weil von SA- und SS-Männern aus Ochsenfurt überfallen und misshandelt. 
Das Gedenkbuch des Bundesarchivs verzeichnet acht in Acholshausen geborene jüdische Bürger, die dem Völkermord des nationalsozialistischen Regimes zum Opfer fielen.